# Josef Molín (kreslíř)
Josef Molín (17. února 1912 ve Frýdku-Místku – 31. ledna 1983 v Praze) byl karikaturista, ilustrátor, vystudovaný právník.

## Studia a začátek kariéry
Narodil se v rodině obchodníka s čajem a lihovinami. Studoval na gymnáziu v Opavě, během studií uveřejňoval své kresby ve Studentském časopisu. Po gymnáziu šel na přání rodičů studovat práva na Karlovu univerzitu v Praze, kterou zdárně ukončil na podzim 1945. Krátce nato byl přijat na Vysokou školu uměleckoprůmyslovou (VŠ UMPRUM) v Praze, do ateliéru profesora Antonína Strnadela. Po dvou letech ze školy dobrovolně odešel a začal se věnovat profesionální výtvarné činnosti.
Od počátku třicátých let 20. století kreslil do mnoha novin a časopisů, např. do Trnu, Lidových novin, Kvítka. Po 2. světové válce přispíval především do Dikobrazu, dále např. do Roháče, Mladého světa, Práce. První samostatnou výstavu měl v roce 1948 v pražské Umělecké besedě, další se konaly např. v Malostranské besedě v Praze (Salon kresleného humoru), v Litvínově. Jeho kresby byly prezentovány i na společných výstavách kreslířů.

## Uvěznění za kresbu
Josef Molín se brzy po vzniku časopisu Dikobraz stal jeho stálým spolupracovníkem. Ze začátku své kresby podepisoval zkratkou „J. Mol“, od konce roku 1947 pak své vtipy podepisoval plným jménem. Na začátku 50. let 20. století, kdy v Československu začaly politické procesy, se i Josef Molín stal obětí vykonstruovaného procesu. Dostal se do vězení kvůli kresbě na titulní straně Dikobrazu č. 36, který vyšel 5. září 1950. Tato kresba, představující křest amerického válečného křižníku, byla karikaturou amerických imperialistů. Podle Státní bezpečnosti (StB) však parodovala komunistickou vládu, která byla v Československu právě u moci. StB v Molínových postavičkách identifikovala prezidenta Klementa Gottwalda, jeho manželku Martu a další, např. ministry Alexeje Čepičku a Zdeňka Nejedlého. Ačkoliv Molín tvrdil, že při kreslení neměl žádné postranní úmysly, nebylo mu to nic platné. Totožnost vysoce postavených komunistických politiků na kresbě stvrdilo i rozhodnutí soudu. Za pobuřování veřejnosti proti republice, jejímu lidově demokratickému zřízení a společenskému řádu dostal v červnu 1951 trest 10 měsíců nepodmíněně. Při odvolacím procesu mu byl v říjnu 1951 navýšen trest na 18 měsíců nepodmíněně plus zákaz kreslířské činnosti na 5 let. Josef Molín si stanovený trest odseděl v ruzyňské věznici a na Pankráci.

## Obnovení činnosti
V červnu 1952 byl z vězení propuštěn a jako politický trestanec měl problém s nalezením práce. Měl však štěstí, spolužák z VŠ UMPRUM, autor plakátů Josef Flejšar, ho ještě téhož roku dostal do družstva Propagační tvorba, kde Molín pět let pracoval v dílnách a podílel se na realizaci řady výstav, mj. také na Světové výstavě EXPO v Bruselu. Po vypršení zákazu kreslířské činnosti opět začal uveřejňovat své kreslené vtipy. V roce 1968, kdy v Československu došlo k uvolnění poměrů, byl prostřednictvím Dikobrazu oficiálně rehabilitován. Začal opět publikovat v Dikobrazu a na začátku 70. let se uchytil i v redakci časopisu Ježek, což byl humoristický časopis pro děti, vydávaný v nakladatelství SNDK/Albatros. V sedmdesátých a osmdesátých letech se uplatnil i v týdeníku Ahoj na sobotu, kde mu redakční výtvarník Ladislav Hojný zadal grafické řešení titulků stálých rubrik časopisu.
S kresbami Josefa Molína je možné se setkat i v knihách. V roce 1972 ilustroval knihu Achille Gregora Patálie v Panonii, v roce 1974 ilustroval, společně s malířem Ladislavem Radou, knihu Achille Gregora Zbraslavský Rabelais. V roce 1977 ilustroval knihu Evy Jelínkové Drahé tety aneb Korunní svědkyně, která vyšla v edici Knihovna Ahoje. Molínovy kreslené vtipy zařadil Radko Pytlík v roce 1988 do knihy Český kreslený humor XX. století.
Josef Molín nikdy nepotvrdil, že by úmyslně karikoval Gottwalda a další politiky. Nepotvrdila to ani jeho manželka Erika se synem Michalem, kteří se léta snažili o Molínovu rehabilitaci. Jeho rodina v roce 1999 uspořádala v Malostranské besedě posmrtnou výstavu jeho kreseb a vlastním nákladem k ní vydala knížku Josef Molín / Kresby, která pojednává o výtvarníkovi a jeho díle. Část jeho kreseb rodina předala Památníku národního písemnictví.
V roce 2014 Josef Molín získal in memoriam čestný titul HUDr. (Doctor humoris causa).
V roce 2015 popsal Molínovu kauzu Ivan Hanousek v magazínu REFLEX SPECIÁL; v roce 2016 zmínili Molínovu kauzu Pavel Ryška a Jan Šrámek v knize Pionýři a roboti.

### Literární zdroje
- Josef Molín / Kresby, Erika Molínová a Michal Molín, 1999
- Pionýři a roboti (Československá ilustrace a vizuální kultura 1950-1970), Pavel Ryška a Jan Šrámek, 2016, Paseka